# إردال أوزتورك
إردال أوزتورك (بالألمانية: Erdal Öztürk)‏ هو لاعب كرة قدم ألماني في مركز الوسط، ولد في 7 فبراير 1996 في برلين في ألمانيا. لعب مع بايرن ميونخ.

## وصلات خارجية
- إردال أوزتورك على موقع الاتحاد الأوربي (الإنجليزية)
- إردال أوزتورك على موقع اتحاد تركيا (لاعب) (الإنجليزية)
- إردال أوزتورك على موقع قاعدة بيانات كرة القدم.إي يو (الإنجليزية)
- إردال أوزتورك على موقع Soccerway.com (الإنجليزية)
- إردال أوزتورك على موقع عالم كرة القدم.نت (الإنجليزية)
- إردال أوزتورك على موقع AS.com (الإسبانية)